# Чунбон
Горнолыжный стадион Чунбон — городок и горнолыжный курорт в городской зоне Пукпхён-мён в уезде Чонсон, Южная Корея.
В рамках зимних Олимпийских игр 2018 года здесь прошли соревнования по скоростному спуску, супер-гиганту и горнолыжной комбинации в рамках соревнований по горным лыжам. Он будет вмещать 18 тысяч зрителей.
Мужской скоростной спуск будет начинаться на высоте 1433 м и иметь длину трассы около 3,5 км. Женский скоростной спуск будет использовать другую трассу, начиная с 1380 м и длиной 2,5 км. Зона финиша находится на высоте около 540 м, так что перепад высот будет выше, чем на 800 метров, предусмотренных правилами FIS.
Некоторые экологические организации выступают против использования Чунбона в качестве горноклиматического места катания на лыжах, так как огромные площади лесов в настоящее время охраняются как заповедник.

## История
Горные лыжи получили своё развитие в городке в конце 80-х годов XX века.